# Bapedi (mouton)
Le  mouton Bapedi (anciennement appelé mouton Pedi) est une race de mouton originaire d' Afrique du Sud. Cette race de mouton tire son nom de ses éleveurs traditionnels, les Bapedi. 

## Caractéristiques de la race
Le mouton Bapedi est un mouton à queue grasse, naturellement sans corne, élevé pour sa viande maigre. Il est de taille relativement petite (60-70cm au garrot). Son pelage peut être uni ou tacheté ; la couleur la plus fréquente est blanc sur le corps et brun-rouille sur la tête, mais il peut également être brun ou noir.   
Le mouton Bapedi est parfaitement adapté à un climat sec et est peu exigeant en termes d'alimentation, étant capable de s'alimenter non seulement d'herbe mais également de feuilles, de racines, d’avoine et même de cactus,. Il se contente de peu d'eau et supporte aisément des températures de plus de 40°C.    
Cette race est  résistante aux maladies, notamment à la babésiose et l'ehrlichiose, car elle a évolué dans une région où ces maladies sont présentes,.   

## Élevage
Les éleveurs de moutons bapedi sont regroupés au sein de l'association des éleveurs de moutons bapedi d’Afrique du Sud (Bapedi sheep breeder's society of South Africa), fondée en 2006, qui définit les standards de la race. Cette association est elle-même affiliée au  South African Stud Book  and Livestock Improvement Association, ce qui permet aux moutons bapedi d'être enregistrés au studbook des éleveurs sud-africains.   
Cette race a été maintenue grâce à des efforts de conservation entrepris dans les années 80, à savoir la création de deux troupeaux, l'un à la station de recherche de Stellenbosch et l'autre dans une ferme près de Roedtan, dans la province du Limpopo. Pour éviter des problèmes de consanguinité, jusqu'à quatre béliers par troupeau sont autorisés par l'association des éleveurs. En 2020, une étude portant sur la diversité génétique du mouton bapedi a conclu que l'espèce présente une diversité génétique considérable, mais qu'il est néanmoins nécessaire de poursuivre les efforts de conservation et d'encourager les pratiques d'élevage durable afin de contrôler la consanguinité et empêcher une éventuelle dilution génétique de l'espèce.

## Histoire
Le mouton Bapedi est originaire de la région du Vada au Nord de l'Afrique du Sud. 
Lorsque les colons européens ont observé cette race de mouton, ils l'ont nommée mouton pedi, en référence à leurs premiers éleveurs, un peuple sud-africain qu'ils nommaient Pedi. Le nom est resté en anglais et en afrikaans, malgré le fait que le peuple en question se nomme lui-même Bapedi. En 2006, des éleveurs afrikaners et bapedi ont décidé de changer le nom officiel de l'espèce en bapedi.  
Traditionnellement, les moutons étaient regroupés la nuit dans un kraal pour les préserver de leurs prédateurs (le chacal notamment). Cette pratique perdure à notre époque,. La peau des moutons est utilisée par les Bapedi pour la confection de vêtements lors des cérémonies initiatiques d'enfants de sang royal. Historiquement, les Bapedi ne tuaient pas leurs moutons pour la consommation de viande en tant que telle mais plutôt comme sacrifice au cours d'une cérémonie rituelle ou en tant que contre-partie dans le règlement d'un litige.  